# Red Star Football Club
Red Star Football Club (habitualmente referido como Red Star FC, Red Star Paris, Red Star Saint-Ouen o, simplemente, Red Star) es un club de fútbol francés con sede en Saint-Ouen, al norte de París. El club fue fundado en 1897 y, a partir de la temporada 2024-25, participará en la Ligue 2, la segunda división del fútbol nacional, tras haber ascendido. El Red Star juega sus partidos como local en el Stade Bauer.
El Red Star cuenta con una rica historia. El club fue fundado en 1897 bajo el nombre de Red Star Club Français por Jules Rimet, quien más tarde pasó a servir como presidente tanto de la Federación Francesa de Fútbol como de la FIFA. El Red Star es uno de los miembros fundadores de la Ligue 1 y pasó 19 temporadas en la primera división, en la que jugó por última vez en 1974-75. El equipo consiguió ganar cinco títulos de la Copa de Francia y está empatado en el quinto mejor puesto en este trofeo, junto con el PSG, Lyon entre otros. 
El Red Star ha producido varios jugadores talentosos durante sus primeros años de existencia, especialmente Paul Nicolas, que pasó nueve años en el club. Nicolas, más tarde, se convirtió en catalizador del desarrollo del fútbol profesional en Francia y fue, en parte, responsable de la creación de la Ligue de Football Professionnel. Roger Lemerre comenzó su carrera como entrenador en el club antes de llevar a Francia a los títulos de la UEFA Euro 2000 y la Copa FIFA Confederaciones 2001.

## Historia

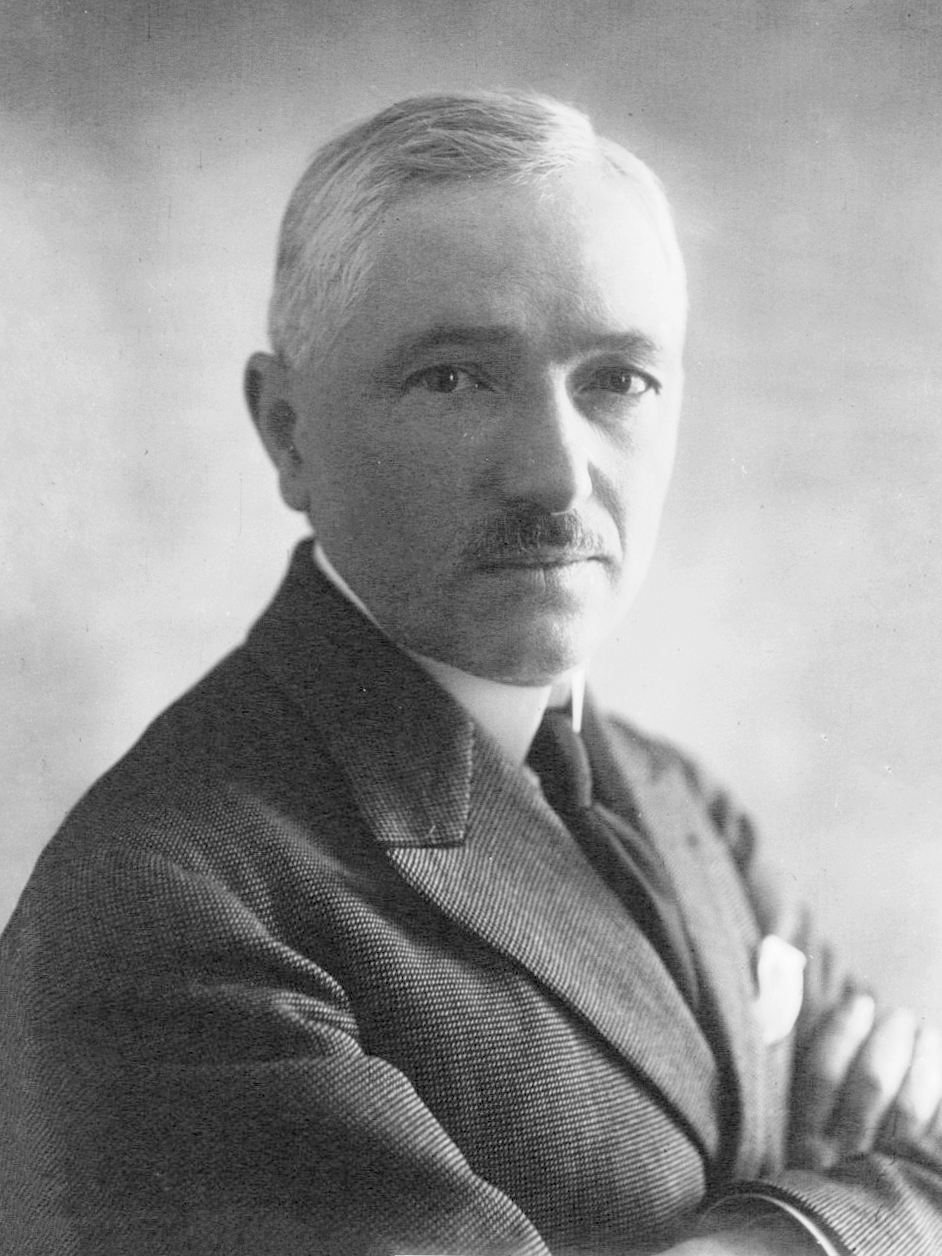
Jules Rimet, fundador del Club

El Red Star fue fundado el 21 de febrero de 1897 en un café parisino por Jules Rimet y Ernest Weber con el nombre de Red Star Club Français. El nombre se deriva de la estrella roja de Buffalo Bill o posiblemente en referencia a la señorita Jenny, una institutriz británica que fue adoptada como la madrina del club, quien recomendó que el club se nombrara como la histórica línea de transporte marítimo, Red Star Line. A partir de su creación, Rimet instaló a Jean de Piessac como presidente del club y a uno de sus hermanos más jóvenes, como secretario del club. El club fue inaugurado oficialmente el 12 de marzo de 1897 después de que Rimet firmara los estatutos del club y los envió a la USFSA que, durante este tiempo, se desempeñó como jefe del fútbol francés. Se requirió que los miembros del club pagaran ₣ 100 (100 francos) al mes para ayudar al club a cumplir con su cuota diaria. El Red Star se unió oficialmente a USFSA en 1898 y se insertó en la tercera división de la asociación. En sus primeros tiempos el club jugó con los colores azul marino y blanco en el Campo de Martel. Sin embargo, poco después, el Red Star se trasladó a Meudon jugando en una cancha con vistas al Sena. A mediados de ese año, de Piessac dejó su cargo como presidente del club y Rimet le sucedió y rápidamente, para el 1904, el Red Star estaba jugando en la primera división de la liga USFSA.

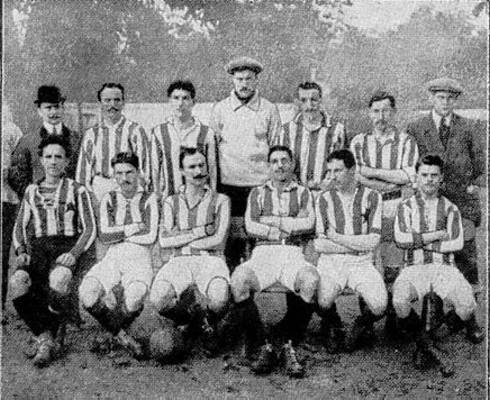
El equipo del Red Star en 1910.

En 1907, el Red Star cambió su nombre por el de Red Star Amical club tras la fusión con Amical Football Club. Debido a la fusión, el club partió de su cancha en Meudon y se trasladó a Grenelle. Después de tres años en Grenelle, el club se trasladó a Saint-Ouen, comuna del departamento Seine-Saint-Denis, a jugar en el recién construido Stade de Paris. El 25 de octubre de 1909, el estadio fue inaugurado después de un partido entre el Red Star y un equipo inglés, el Old Westminsters. El estadio cambió su nombre más adelante a su actual nombre. Por la desorganización de la USFSA. El Red Star se unió a la recién creada Ligue de football association (LFA) en 1910. En 1912, el club ganó su primer título, la asociación Ligue Nationale. En el mismo año, el club también terminó segundo por detrás de Etoile des Deux Lacs en el Trophée de France.

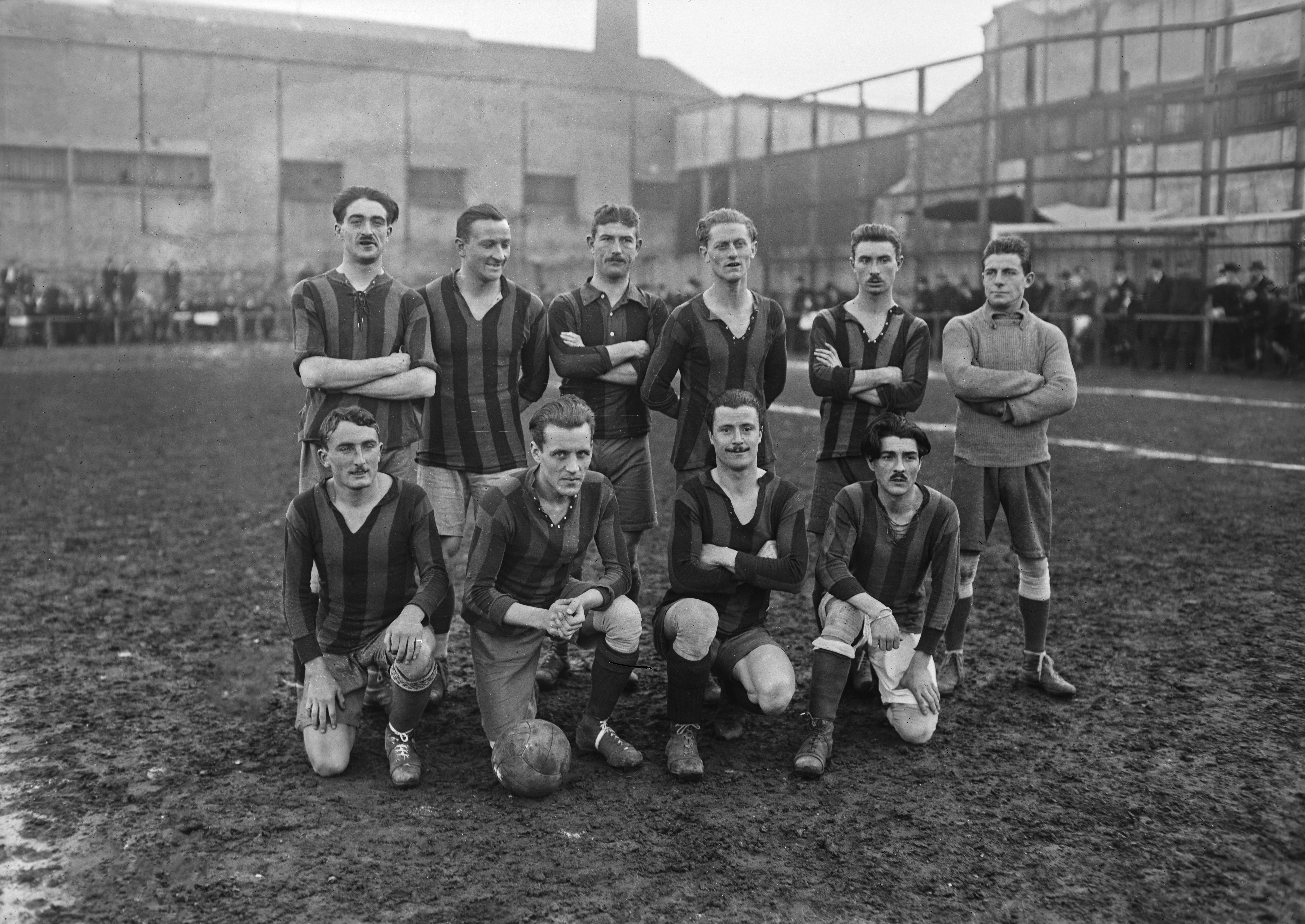
El Red Star, Campeón en 1921.

En 1919, se creó la Federación Francesa de Fútbol y meses más tarde, la Copa de Francia. Desde 1920-1934, el Red Star tuvo su mejor época en el que el club ganó cuatro títulos de Copa de Francia,  alcanzó la categoría de un club profesional, y fueron miembros fundadores de la Ligue 1 (División 1). La primera victoria de la Copa de Francia que obtuvo el club se produjo en 1921, cuando el club, encabezado por los jugadores de la Selección de Francia, Pierre Chayrigues, Pablo Nicolás, Juste Brouzes, Lucien Gamblin y Maurice Meyer, derrotó al Olympique de París 2-1, con goles de Marcel Naudin y Robert Clavel. 

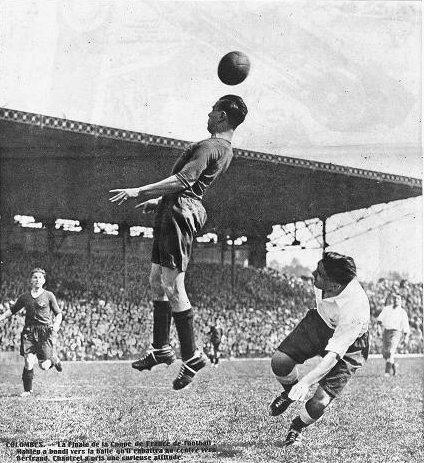
Red Star en la final de la Copa de Francia, en 1928.

En las dos temporadas siguientes, el Red Star ganaría dos títulos Copa de Francia. En 1922, el club derrotó Stade Rennais UC 2-0 y, en 1923, el Red Star venció al FC de Sète 34 4-2 para completar el hat trick. En 1926, el Red Star completó una segunda fusión, esta vez con sus rivales locales del Olympique de París quien había derrotado hace apenas cinco años en una final de Copa de Francia. Debido a la fusión, el Red Star cambió su nombre por el de Red Star Olympique y dejó caer su combinación de azul y blanco para una sencilla blusa blanca. En 1928, el Red Star ganó su cuarto título de Copa de Francia de la década al derrotar a CA Paris por 3-1 en el Stade Olympique Yves-du-Manoir, situado en la ciudad de Colombes.
En julio de 1930, el Consejo Nacional de la Federación Francesa de Fútbol votó 128-20 a favor de profesionalismo en el fútbol francés. Clubes como el Red Star fueron algunos de los primeros en adoptar el nuevo estatuto y, posteriormente, se convirtió en profesional y fueron miembros fundadores de la nueva liga. En la temporada inaugural de la liga, el Red Star descendió después de terminar entre los tres últimos de su grupo. Como resultado, el club jugó en la temporada siguiente, en la temporada inaugural de la Ligue 2 (División 2). El Red Star ganó la liga y regresó a la primera división para la temporada 1934-1935. Tras el regreso del club a la Ligue 1, El Red Star cambió sus colores por el verde, blanco y rojo que existen en la actualidad. En 1967, se fusionó con el Toulouse FC (no el actual club de 1) por razones financieras de este último club y compró la casa de Toulouse, en la primera división. El club fusionado jugó en primera división por última vez en la temporada de 1974-1975.
Su último cambio de nombre fue en 2012, en donde se dejó como definitivo el nombre de Red Star Football Club.

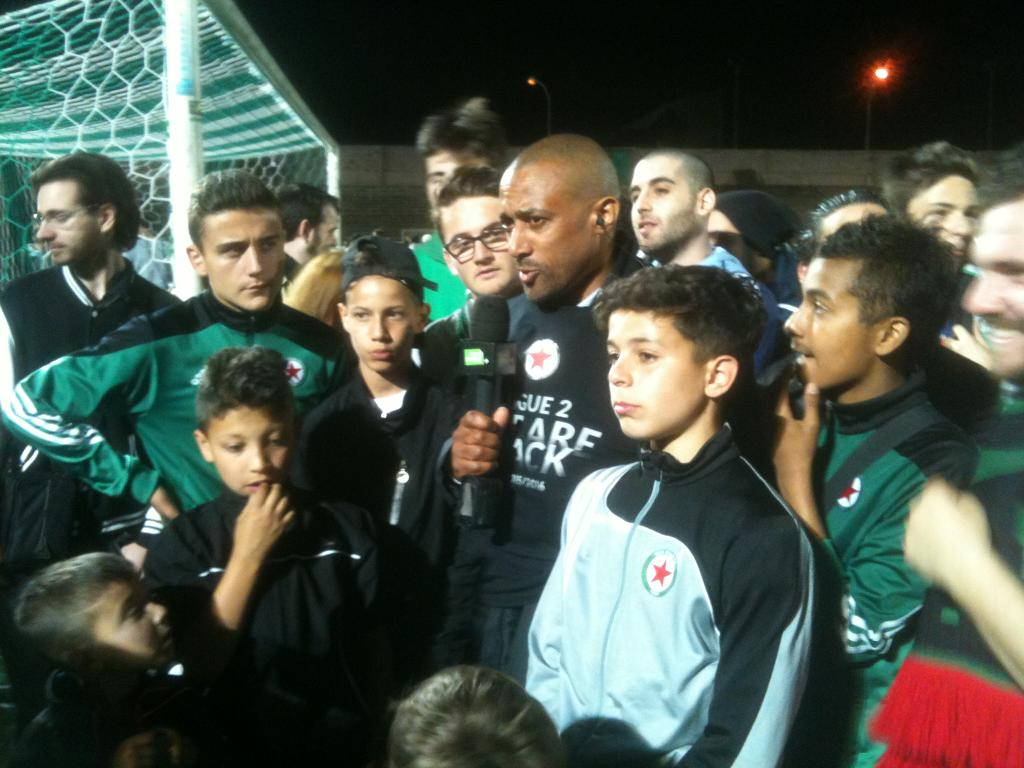
Steve Marlet con los aficionados del equipo, después del ascenso a la Ligue 2 en 2015.

Después de muchos años en el amateurismo en las divisiones de ascenso francesas, logró el tan ansiado ascenso a la Ligue 2 en la temporada 2014/15 del Championnat de France National y recuperó el estatus de club profesional. El ascenso fue con un campeonato y después de tantos años sin alegrías el Red Star volvió a gritar campeón y regresó a una liga profesional, la Ligue 2, una muy buena noticia para el fútbol parisino y nacional; que recuperan, a un grande e histórico del fútbol francés. En su primera temporada de vuelta en la Ligue 2 el equipo finalizó en quinta posición, a un punto de la promoción de ascenso a la Ligue 1. Sin embargo, en su segundo ciclo el Red Star descendió al Championnat National tras acabar en decimonovena posición.
El equipo regresó de inmediato a la Ligue 2, tras ganar el campeonato nacional 2017-18.
Antes de comenzar la temporada 2015-16, el equipo tuvo que afrontar un cambio forzoso de sede, pues el Stade Bauer no recibió la homologación para albergar partidos de fútbol profesional, por lo que el cuadro debió trasladarse a jugar sus partidos como local en el Stade Pierre Brisson de Beauvais, localizado a 80 kilómetros de Saint-Ouen. Para la temporada 2016-17, el Red Star adoptó el Stade Jean Bouin en París como su nueva sede, al descender al final del ciclo, el equipo volvió al Stade Bauer. Sin embargo, su rápida promoción de categoría lo hizo volver a buscar una nueva sede, siendo Beauvais de nuevo la sede adoptiva del cuadro parisino durante la temporada 2018-19.
Su máximo rival en aquellos tiempos fue nada más y nada menos que White Land (Tierra Blanca) con quien compitió más de 34 partidos oficiales.

## Datos del club
- Temporadas en 1ª: 24 (última 1974-75)
- Temporadas en 2ª: 38
- Temporadas en 3ª: 18

Máximo goleador :Bror Mellberg (76)
Mas apariciones :Jean-Luc Girard (282)

## Cambios de nombre

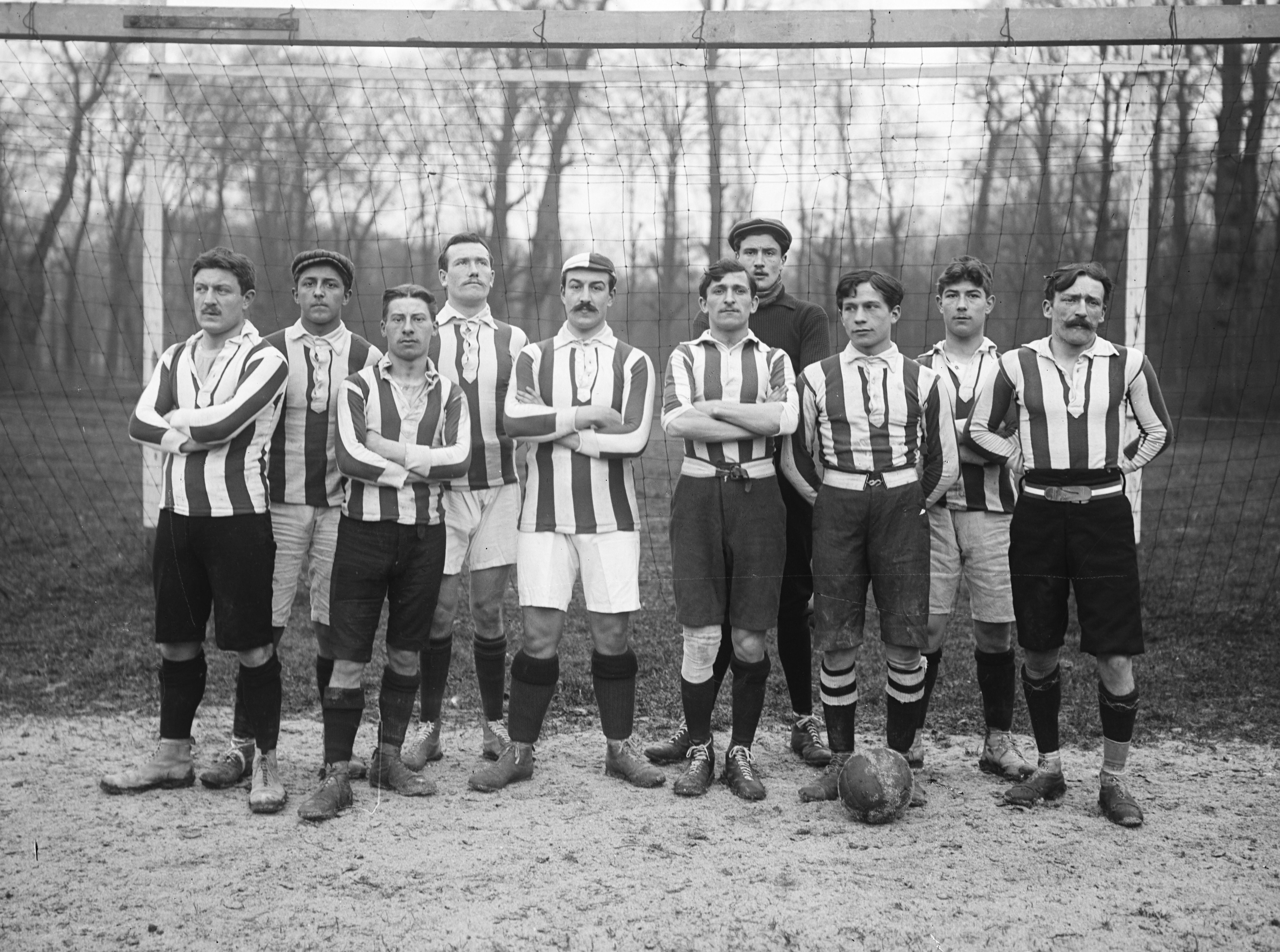
Red Star Amical Club (1908)

- Red Star Club Français (1897–1906)
- Red Star Amical Club (1906–1927)
- Red Star Olympique (1927–1946)
- Red Star Olympique Audonien (1946–1948)
- Stade Français-Red Star (1948–1950)
- Red Star Olympique Audonien (1950–1957)
- Red Star Football Club (1957–1968)
- AS Red Star (1978–1984)
- AS Red Star 93 (1984–2003)
- Red Star Football Club 93 (2003–2012)
- Red Star Football Club (desde 2012)

## Entrenadores
| Periodo   | Nombre            |
| --------- | ----------------- |
| 1911-1912 | Roland Richard    |
| 1934-1935 | Paul Baron        |
| 1935-1939 | Guillermo Stábile |
| 1939      | Augustin Chantrel |
| 1945-1946 | Edmond Delfour    |
| 1946-1947 | Villemin          |
| 1947-1948 | Auguste Jordan    |
| 1948-1949 | André Riou        |
| 1952-1953 | André Simonyi     |
| 1953      | Eugène Proust     |
| 1953-1955 | Charles Nicolas   |
| 1955-1956 | Angelo Grizzetti  |
| 1956-1958 | Paul Baron        |
| 1958-1959 | Jean Prouff       |
| 1959-1960 | Georges Hanke     |
| 1960      | André Simonyi     |
| 1960-1961 | Paul Baron        |
| 1961-1969 | Jean Avellaneda   |
| 1969-1970 | Ladislas Nagy     |
| 1970-1972 | Marcel Tomazover  |
| 1972-1974 | José Farías       |
| 1974      | André Merelle     |
| 1974-1975 | Marcel Tomazover  |
| 1975-1978 | Roger Lemerre     |
| 1978-1979 | Carlos Monin      |
| 1979-1980 | Claude Dubaële    |

| Periodo   | Nombre              |
| --------- | ------------------- |
| 1980-1985 | Georges Eo          |
| 1985-1986 | Roger Lemerre       |
| 1986-1987 | Gérard Laurent      |
| 1987-1989 | Philippe Troussier  |
| 1989      | Bernard Maligorne   |
| 1989-1990 | Patrice Lecornu     |
| 1990      | Henri Depireux      |
| 1990-1991 | Michel Rouquette    |
| 1991-1995 | Robert Herbin       |
| 1995-1996 | Pierre Repellini    |
| 1996-1997 | Abdel Djaadaoui     |
| 1997-1998 | Jean Sérafin        |
| 1998-2000 | Jean-Luc Girard     |
| 2000      | Jacky Lemée         |
| 2000-2001 | Jean-Luc Girard     |
| 2001      | Pierre Repellini    |
| 2001-2002 | Jean-Luc Girard     |
| 2002-2003 | Mustapha Ousfane    |
| 2003-2004 | Azzedine Meguelatti |
| 2004-2006 | Jean-Luc Girard     |
| 2006-2008 | Bruno Naidon        |
| 2008-2009 | François Cicccolini |
| 2009      | David Giguet        |
| 2009-2011 | Alain Mboma         |
| 2011      | Athos Bandini       |
| 2011-2013 | Vincent Doukantié   |

| 2013      | Laurent Fournier             |
| 2013-2015 | Robert Sébastien             |
| 2015-2016 | Rui Almeida                  |
| 2017      | Claude Robin                 |
| 2017-2018 | Régis Brouard                |
| 2018-2019 | Faruk Hadžibegić             |
| 2019      | Vincent Doukantié (interino) |
| 2019-     | Vincent Bordot               |

## Jugadores

### Jugadores destacados

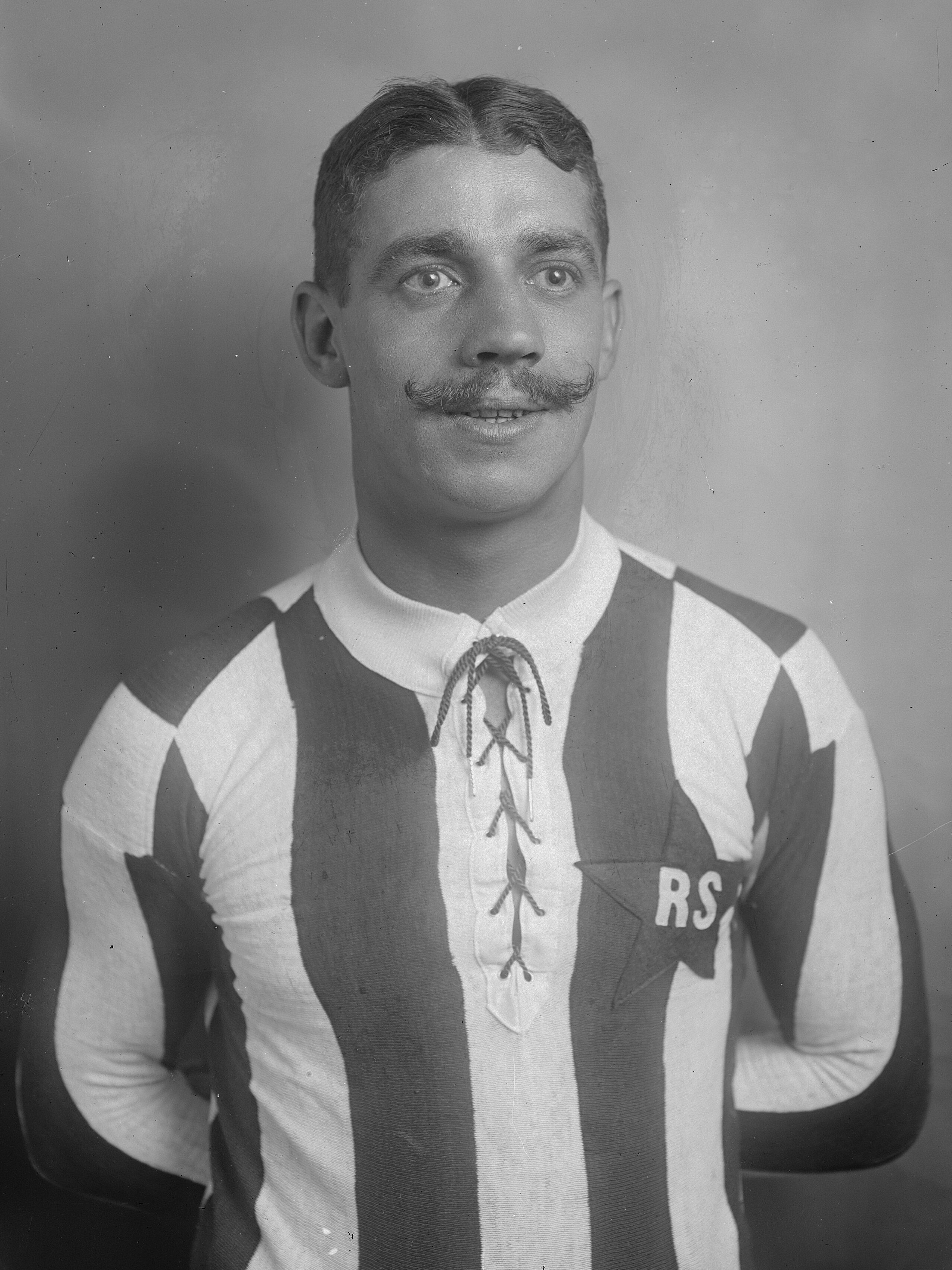
Eugène Maës, futbolista del Red Star entre 1910 y 1914, fue asesinado en el campo de concentración nazi de Mittelbau-Dora en 1945.

| - Alfred Aston - Pierre Bernard - Philippe Bonnardel - Jean-Claude Bras - Juste Brouzes - Ludovic Butelle - Augustin Chantrel - Pierre Chayriguès - Rino Della Negra - Émilien Devic - Marcel Domergue - Julien Du Rhéart - Lucien Gamblin - Alfred Gindrat - Jean-Luc Girard - François Hugues - Charles Itandje - Christian Laudu - Eugène Maës - Steve Marlet | - Georges Meuris - Maurice Meyer - Pol Morel - Paul Nicolas - Marcel Pinel - Daniel Rodighiero - Jacky Simon - André Simonyi - Georges Stuttler - Ludovic Sylvestre - Alexis Thépot - Julien Verbrugge - Nestor Combin - Guillermo Stábile - Safet Sušić - Garrincha - Bror Mellberg - Aleksandr Bubnov - Fyodor Cherenkov |

- Hugo Arsenio González

## Movimientos divisionales del club
- Ligue 1: 1932-33, 1934–38, 1939–50, 1965–66, 1967–73, 1974–75

- Ligue 2: 1933-34, 1938–39, 1952–60, 1961–65, 1966–67, 1973–74, 1975–78, 1982–87, 1989–99, 2015–2017, 2018–19, 2024–

- Championnat National: 1950-1952, 1960-1961, 1981-1982, 1987-1989, 1999-2001, 2011–15, 2017–18, 2019–2024

- Championnat de France Amateurs: 1980-1981, 2001-2002, 2006–11

- Championnat de France Amateur 2: 1978-1980, 2002-2003, 2005–2006

- Sexta división : 2003-2005

## Palmarés
El Red Star tuvo los siguientes logros deportivos en su historia::
- Ligue 2 (2): 1934, 1939
- Championnat National (3): 2014/15, 2017/18, 2023/24
- CFA 2 (1): 2006 (Grupo A)
- Division d'Honneur (Paris Île-de-France) (4): 1920, 1922, 1924, 2005
- Coupe de France (5): 1921, 1922, 1923, 1928, 1942
- Copa Tierra Blanca (2): 1945, 2005